# Іркутськ-Сортувальний
Іркутськ-Сортувальний (рос. Иркутск-Сортировочный) — сортувальна станція Іркутського регіону Східно-Сибірської залізниці. Від станції розходиться безліч під'їзних колій до підприємств Ленінського району Іркутська. Є локомотивне і вагоноремонтне депо. До 1995 року діяло моторвагонне депо, яке було перенесено на станцію Військовий Городок, зберігши при цьому колишню назву: моторвагонне депо Іркутськ-Сортувальний. На станції також розташовані зупинні пункти приміських поїздів: Гірка, Компресорна, Заводська.